# サラトガ (ニューヨーク州)

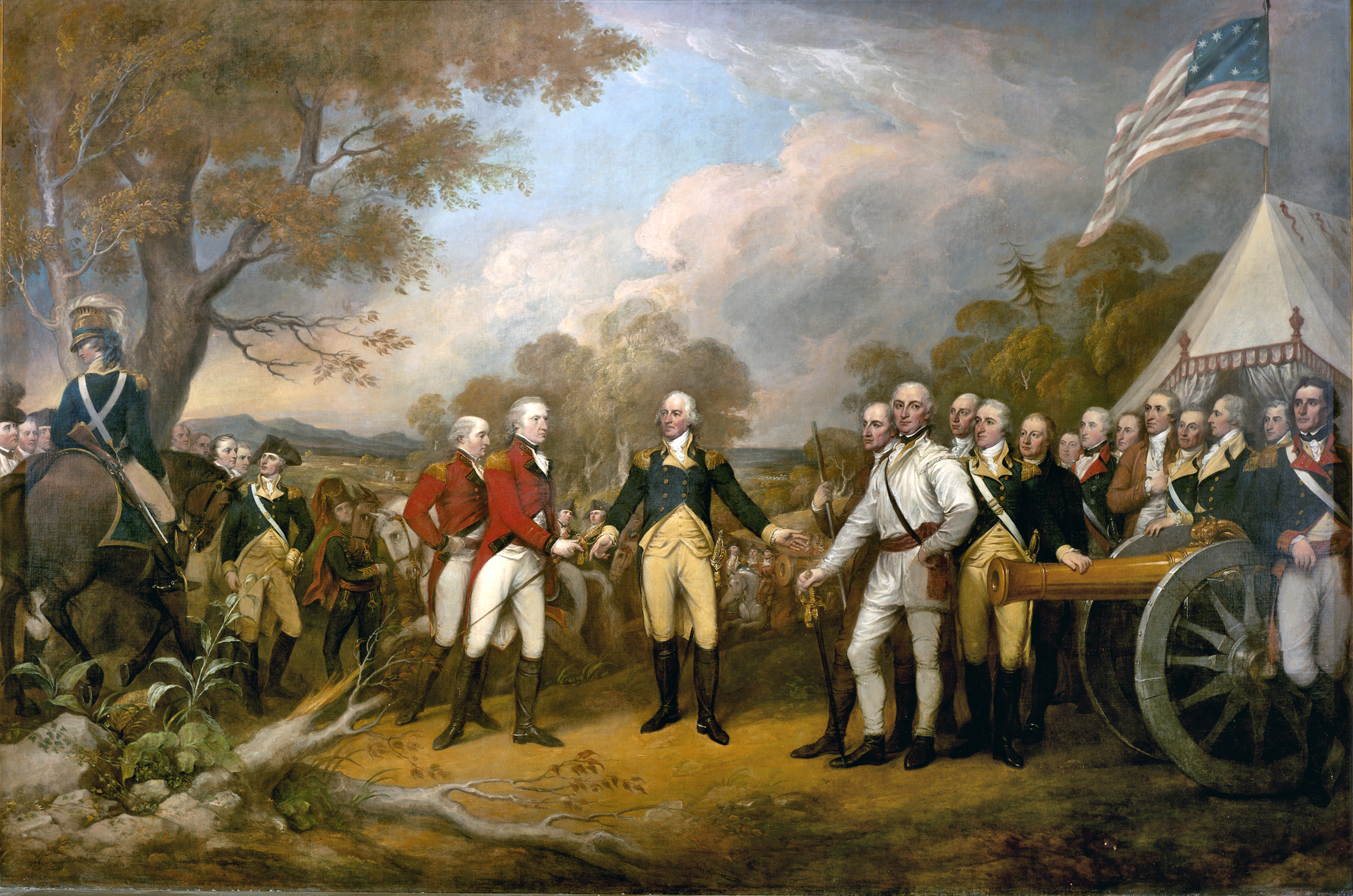
バーゴイン将軍の降伏

サラトガ（英:Saratoga）は、アメリカ合衆国ニューヨーク州サラトガ郡にある町。2000年の人口は5,141人であった。サラトガという名前は、隣接する規模の大きな都市、サラトガ・スプリングズを指して使われることもある。サラトガ町の中の大きな集落はシャイラービルと呼ばれ、公式ではないが古サラトガとも呼ばれる。
サラトガ町はサラトガ郡の東境界に位置する。
サラトガは1777年のサラトガの戦いの結果、イギリス軍のバーゴイン将軍が、大陸軍のゲイツ将軍に降伏した場所として最も有名である。この戦いは独立戦争の大きな転換点となった。サラトガの古戦場は町の南部にある。
「サラトガ」は、この地に先住するモホーク族インディアンの言葉で、「丘の傍の泉」という意味。

## 歴史
サラトガの町は17世紀の終わりに「サラトガ砦」として造られた。町制は1788年オールバニー郡の一部として布かれ、1791年にサラトガ郡が造られた時に、それに属する町の1つとなった。町の領域は広かったが、周辺の新しい町やサラトガ・スプリングス市に一部が組み込まれて小さくなった。
サラトガ競馬場はサラトガ・スプリングス市にある合衆国でも古いスポーツ施設であり、しばしばサラトガ町にあるものと誤解される。

## 地勢

ニューヨーク州サラトガ郡

町の東はハドソン川であり、ワシントン郡との境界である。アメリカ国道4号線がハドソン川に沿って町の東を走っている。
アメリカ合衆国統計局によれば、総面積111.1 km2 (42.9 平方マイル)、陸地面積105.3 km2 (40.7 平方マイル)、水域面積5.8 km2 (2.3 平方マイル)であり、水域率は5.22%である。

## 人口統計
2000年の統計によると、サラトガ町の人口は5,141人、2,026世帯、1,387家族が住んでいる。人口密度は48.8人/km2 (126.4人/平方マイル)である。家屋数は2,286軒であり、家屋密度は21.7軒/km2 (56.2軒/平方マイル)である。人種構成は、白人97.80％、黒人0.97%、インディアン0.06%、アジア系0.16%、太平洋諸島出身者0.06%、他民族0.23%、2種以上の混血0.72%となっている。ヒスパニックあるいはラテン系は1.17%である。
2,026世帯があり、そのうち31.5%は18歳未満の子供と同居している。54.9%は同居している既婚者、9.4%は夫のいない女性の世帯、31.5%は非家族である。一人住まいは24.5%、9.7％は65歳以上の独居高齢者である。1世帯あたり2.51人、1家族あたり3.00人となっている。
年代別構成をみると、18歳未満24.6%、18歳から24歳まで6.9%、25歳から44歳まで29.9%、45歳から64歳まで25.7%、65歳以上12.9%となっている。年齢中央値は38歳である。女性100人に対し男性は99.7人、18歳以上の女性100人に対し男性96.2人である。
1世帯当たりの収入中央値は$42,727であり、1家族あたりでは$48,482となる。男性は$33,178、女性は$27,654である。一人当たりの収入は$21,716である。約6.1％の家族と7.3%の人の収入は貧窮線より下であり、18歳未満人口の6.8%、65歳以上人口の6.2%を含んでいる。

## サラトガの地域社会と場所
- バーゴイン:町の北部の小集落。イギリス軍の将軍の名前を付けた。
- シーダー・ブラフ:サラトガ湖東岸の小集落
- コーブビル:ハドソン川沿いの小集落
- ディーンズコーナー:町の北東部にある小集落
- ゲイツ:町の北部の小集落。大陸軍の将軍の名前を付けた。
- グランジャービル:町の北部境界の小集落。ルート29沿いにありシャイラービルの西にある。
- メイプルシェイド:サラトガ湖東岸の小集落
- クエーカースプリング:町の南部の小集落
- サラトガ湖:サラトガ湖北端の小集落
- スカイラービル:町の北東部の集落、大陸軍の将軍の名前を付けた。
- ビクトリー:町の北東部の集落
- ビクトリーミルズ:ビクトリーの郵便宛名
- サラトガ・スプリングス市:町の西境界を接する市